# Jiashi (köpinghuvudort i Kina, Guizhou Sheng, lat 28,33, long 108,33)
Jiashi (kinesiska: 夹石, 夹石镇) är en köpinghuvudort i Kina. Den ligger i provinsen Guizhou, i den sydvästra delen av landet, omkring 250 kilometer nordost om provinshuvudstaden Guiyang. Antalet invånare är 27 785. Befolkningen består av 13 873 kvinnor och 13 912 män. Barn under 15 år utgör 35 %, vuxna 15-64 år 53 %, och äldre över 65 år 11,0 %.